# Elliott Smith
Steven Paul Smith (6 de agosto de 1969-21 de octubre de 2003), más conocido como Elliott Smith, fue un cantante y músico estadounidense. Su instrumento principal fue la guitarra acústica, aunque también tocaba el piano, el clarinete, el bajo, la armónica y la batería. Smith tenía una voz suave y característica y habitualmente recurría a la grabación multipista de su propia voz para crear armonías vocales.
Aunque Smith nació en Omaha, Nebraska, creció en Texas y murió en Los Ángeles, California; residió durante la mayoría de su vida en Portland, Oregón, donde consiguió sus primeros éxitos.
Antes de empezar su carrera en solitario, tocó durante varios años en la banda de rock Heatmiser, con la que llegó a grabar varios discos. Sacó su primer disco en solitario en 1994 con publicaciones de los sellos independientes Cavity Search Records y Kill Rock Stars. Posteriormente firmó un contrato en 1997 con la discográfica mucho mayor DreamWorks Records, con la que sacó dos álbumes. Smith llegó al gran público cuando su canción Miss Misery, incluida en la banda sonora de la película Good Will Hunting, fue candidata a los Óscar en la categoría mejor canción original de 1997.
Smith luchó contra la depresión, el alcoholismo y la drogadicción durante muchos años, y estos temas fueron habitualmente tratados en las letras de sus canciones. Murió en 2003, a los 34 años, de dos puñaladas en el pecho. Las circunstancias de su muerte no fueron totalmente esclarecidas en la autopsia.

## Biografía

### Primeros años
Steven Paul Smith nació el 6 de agosto de 1969 en el Hospital Clarkson en Omaha, Nebraska. Su madre, Bunny Welch (de soltera Bunny Kay Berryman), era profesora de música en una escuela de primaria; y su padre, Gary Smith, era, por aquel entonces, un estudiante de medicina de la Universidad de Nebraska. Sus padres se divorciaron apenas un año después, y Smith se mudó con su madre a Duncanville, Texas. Tiempo después, Smith se hizo un tatuaje del mapa de Texas en el hombro, no para honrar al estado, sino para no olvidar que no le gustaba vivir allí.
Smith se enfrentó a una infancia muy dura y a una complicada relación con su padrastro Charlie. El impacto de esta parte de su vida se reflejó en la letra de Some Song:

Charlie beat you up week after week, and when you grow up you're going to be a freak.
Charlie te golpea semana tras semana, y cuando crezcas serás un monstruo
Some Song

El nombre de "Charlie" también aparece en las letras de Flowers for Charlie y No Confidence Man. Aunque la familia formó parte de la Comunidad de Cristo durante gran parte de su infancia, acabó asistiendo a los servicios de una iglesia metodista. Sin embargo, finalmente optó por abandonar cualquier creencia.
Smith empezó a tocar la guitarra alrededor de los 10 años con una pequeña guitarra acústica que le compró su padre. A esta edad empezó también a componer, llegando a ganar un premio en un festival por una obra de piano titulada Fantasy (Fantasía). Muchos familiares maternos eran músicos no profesionales: su abuelo era batería de Dixieland (un estilo de jazz) y su abuela cantaba en un coro.
A los catorce años se mudó a Portland, Oregón, para vivir con su padre, que por aquel entonces trabajaba de psiquiatra. Fue en esa época cuando empezó a experimentar con las drogas y el alcohol, así como a grabar sus composiciones con una grabadora de cuatro pistas prestada. Durante el instituto tocó el clarinete con la banda de la escuela y era cantante, guitarrista y pianista de las bandas Stranger than Fiction, A Murder of Crows y The Greenhouse, bajo los nombres de Steven Smith o "Johnny Panic".
Se graduó en el Lincoln High School (Portland) con un premio al mérito escolar. Tras abandonar el instituto, se empezó a presentar como Elliott debido a que Steve sonaba a chiste. La biografía escrita por S. R. Shutt especula con la posibilidad de que se inspirase en el nombre de una calle en la que vivió en Portland, Elliott Avenue, o que pudo sugerírselo su novia de por aquel entonces. Un compañero de instituto sugiere la posibilidad de que se cambiara de nombre para impedir que se le confundiera con Steve Smith, batería de Journey.

### Heatmiser
Elliott Smith se graduó en filosofía y ciencias políticas en 1991 por el Hampshire College en Amherst, Massachusetts. En su día comentó de esta época de su vida:

I guess it proved to myself that I could do something I really didn't want to for four years. Except I did like what I was studying. At the time it seemed like, 'This is your one and only chance to go to college and you had just better do it because some day you might wish that you did.' Plus, the whole reason I applied in the first place was because of my girlfriend, and I had gotten accepted already even though we had broken up before the first day.
Elliott Smith

Creo que me demostró a mí mismo que podía hacer algo que realmente no quería hacer durante cuatro años. Excepto porque me gustó lo que estaba estudiando. En aquel momento era como, 'Ésta es tu única oportunidad de ir a la universidad y será mejor que lo hagas porque quizá algún día desees haberlo hecho'. Además, la única razón por la que me matriculé inicialmente fue debido a mi novia, aunque acepté asistir a pesar de que habíamos roto antes del primer día.

Mientras estudiaba en Hampshire, formó la banda Heatmiser con un compañero de clase, Neil Gust. Tras graduarse se sumaron a la banda el batería Tony Lash y el bajista Brandt Peterson, y comenzaron a tocar en Portland y alrededores en 1992. El grupo comenzó publicando los álbumes Dead Air (1993) y Cop and Speeder (1994), así como el EP Yellow No. 5 (1994), en Frontier Records; tras lo cual firmaron por Virgin Records, con la que editaron su último trabajo, Mic City Sons (1996).
Smith había empezado su carrera en solitario mientras aún formaba parte de Heatmiser, y el éxito de sus primeras dos publicaciones provocó tensión dentro del grupo. Heatmiser se separó incluso antes de la publicación de su último álbum, Mic City Sons. Esto hizo que Virgin decidiera sacar el LP sin promoción y a través de su marca independiente Caroline Records. Una cláusula en el contrato de Heatmiser con Virgin incluía que Elliott Smith seguiría ligado a Virgin si el grupo se disolvía. El contrato fue después comprado por DreamWorks.

### Roman Candle
Su primer álbum, Roman Candle (1994), se grabó gracias a que su novia le convenció para que enviara un casete con sus últimas ocho canciones grabadas a Cavity Search Records. El propietario de la discográfica, Christopher Cooper, accedió inmediatamente a publicar el álbum completo, lo que sorprendió a Smith, ya que él solamente esperaba un acuerdo para publicar un sencillo. Acerca del lanzamiento, Elliot Smith dijo:

I thought my head would be chopped off immediately when it came out because at the time it was so opposite to the grunge thing that was popular. [...] The thing is that album was really well-received, which was a total shock, and it immediately eclipsed Heatmiser unfortunately.
Creía que me cortarían la cabeza en cuanto se publicase el álbum, porque en aquel entonces eso era totalmente contrario a la cosa grunge que era tan popular. [...] La cuestión es que el álbum fue muy bien recibido, lo cual fue una aboluta sorpresa, y, desgraciadamente, inmediatamente eclipsó a Heatmiser.
Elliott Smith

La instrumentación de las grabaciones fue principalmente guitarra acústica, ocasionalmente acompañada por breves riffs de guitarra eléctrica o un tambor tocado con escobillas. Solo en la última canción, una instrumental titulada Kiwi Maddog 20/20, se utilizó instrumentación completa.
La primera actuación de Elliott Smith en solitario fue el 17 de septiembre de 1994 en un local ya desaparecido de Portland. Solo tocó tres canciones de Roman Candle, el resto fueron canciones de Heatmiser y temas inéditos. Poco después de su concierto, recurrieron a él para ser el telonero de Mary Lou Lord en una gira de una semana por Estados Unidos. A este le siguieron otras giras, y Smith le acabó cediendo una canción para que la grabara, "I Figured You Out", de la que había dicho que era una estúpida canción pop escrita en un minuto ("a stupid pop song [written] in about a minute") que había sido descartada por sonar como los Eagles ("like the fucking Eagles").

### Elliott SmithyEither/Or
En 1995, Kill Rock Stars publicó el álbum homónimo Elliott Smith, un disco con un proceso de grabación similar a Roman Candle, pero con cierto grado de maduración y experimentación. Aunque la mayoría del CD lo grabó Smith en solitario, su amiga Rebecca Gates, vocalista de The Spinanes, cantó los coros en St. Ides Heaven, y el guitarrista de Heatmiser, Neil Gust, tocó la guitarra en Single File. Varias canciones hacen referencia a las drogas, pero Smith explicó que usó el tema de la drogadicción como vehículo para hablar de la dependencia, más que tratar sobre las drogas en sí mismas. Mirando hacia atrás, Smith sentía que el estado de ánimo que se desprendía del álbum le dio reputación de ser una persona oscura y depresiva, y que posteriormente hizo un esfuerzo consciente para abarcar más estados de ánimo en su música.

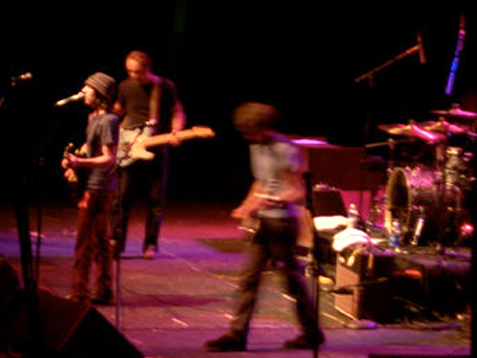
Elliott Smith tocando en el festival Bumbershoot de Seattle.

En 1996, el director de cine Jem Cohen grabó a Smith tocando canciones en acústico para el corto Lucky Three: an Elliott Smith Portrait. Dos de estas canciones aparecieron en su siguiente publicación Either/Or, otra edición de Kill Rock Stars que salió a la venta en 1997 con buenas críticas y que se convirtió en su álbum más aclamado. En el álbum podemos encontrar a un Elliott Smith experimentando con una instrumentación completa, con varias canciones conteniendo bajo, batería, teclado y guitarras eléctricas, todos tocados por el propio Smith. El título del disco está inspirado en el libro del mismo título (O lo uno o lo otro en español) del filósofo danés Søren Kierkegaard, que trata temas como la psicología existencial, el miedo, la muerte o Dios.
Para entonces, el grave problema con la bebida se agravó por el uso de antidepresivos. Al finalizar la gira de Either/Or, unos cuantos de sus mejores amigos llevaron a cabo una intervención en Chicago, aunque resultó infructuosa. Poco después se mudó de Portland a Brooklyn.

### Miss Misery y los Óscar
En 1996, el director y antiguo residente de Portland Gus Van Sant, le solicitó que participara en la banda sonora de su película Good Will Hunting. Smith grabó para la película una versión orquestal de "Between the Bars" con el aclamado compositor Danny Elfman; también contribuyó con una canción nueva, "Miss Misery", y otras tres que sí habían sido publicadas previamente ("No Name #3", de Roman Candle; y "Angeles" y "Say Yes", de Either/Or). El largometraje fue éxito tanto de crítica como de público, y Smith recibió una candidatura de los premios Óscar por "Miss Misery". Temeroso de la fama, Smith solo accedió a tocar la canción en la ceremonia después de que los productores le amenazaran con que la canción sería tocada esa noche en vivo, por él o por un músico de su elección.
El 5 de marzo de 1998 debutó en televisión, en el programa Late Night With Conan O'Brien, tocando "Miss Misery" solo con una guitarra acústica
Unos cuantos días después, vestido con un traje blanco, tocó una versión incompleta de la canción en la ceremonia de los Oscar, acompañado por la orquesta de la academia. James Horner y Will Jennings ganaron el premio esa noche con "My Heart Will Go On" (cantada por Céline Dion), de la película Titanic. Smith no se mostró públicamente contrariado al respecto.
Smith comentó que los Óscar le parecieron surrealistas:

That's exactly what it was, surreal... I enjoy performing almost as much as I enjoy making up songs in the first place. But the Oscars was a very strange show, where the set was only one song cut down to less than two minutes, and the audience was a lot of people who didn't come to hear me play. I wouldn't want to live in that world, but it was fun to walk around on the moon for a day.
Eso es exactamente lo que fue, surrealista... Me gusta actuar casi tanto como disfruto componiendo canciones. Pero los Óscar fueron un espectáculo muy extraño, donde el programa era de sólo una canción reducida a menos de dos minutos, y la audiencia era un montón de gente que no había venido a escucharme tocar. No me gustaría vivir en ese mundo, pero fue divertido estar cerca de las estrellas por un día.
Elliott Smith

### XOyFigure 8

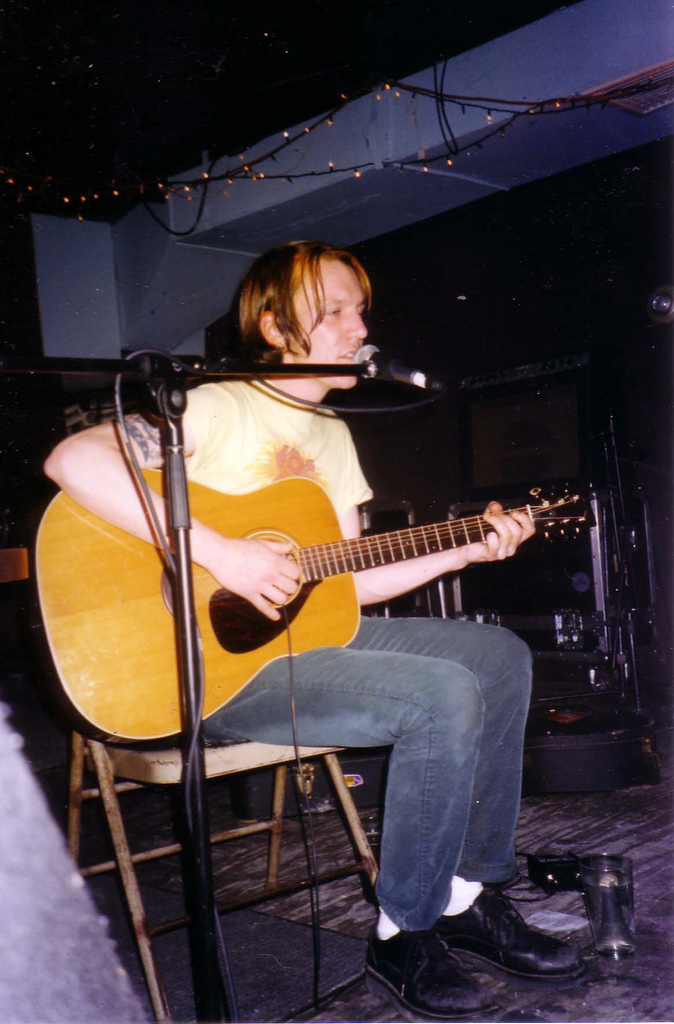
Elliott Smith tocando en vivo; Nueva York, 1997.

En 1998, después del éxito de Either/Or y "Miss Misery", Smith firmó con una compañía discográfica independiente más importante, DreamWorks Records. Durante esa época Smith cayó en una depresión. Mientras estaba en Carolina del Norte, altamente ebrio, resbaló por una ladera para caer en un árbol que, aunque le causó serias heridas, interrumpió su caída.
La primera publicación para DreamWorks fue ese mismo año. Titulado XO, lo produjo un equipo formado por Rob Schnapf y Tom Rothrock. El álbum contiene instrumentaciones aportadas por los conocidos músicos Joey Waronker y Jon Brion. Tiene un sonorización más completa, con dejes barrocos, que sus trabajos anteriores, con arreglos más elaborados de los utilizados hasta entonces. El disco alcanzó la posición 104 de la lista Billboard 200 y vendió unas 400.000 copias (más del doble que sus dos cedés con Kill Rock Stars), y siendo el mayor éxito en ventas de toda su carrera. La banda que acompañaba a Elliott Smith durante esta época era Quasi, banda originaria de Portland, que estaba formada por su excompañero en Heatmiser Sam Coomes a la guitarra y su exmujer Janet Weiss como baterista. Quasi también tocó como telonero en muchos de los conciertos de la gira de XO, con Smith contribuyendo ocasionalmente tocando el bajo, la guitarra o realizando coros. El 17 de octubre de 1998, apareció en Saturday Night Live y tocó "Waltz #2" en directo. La banda de acompañamiento estuvo formada por John Moen, Jon Brion, Rob Schanpf y Sam Coomes.
En respuesta a si el cambio a una discográfica mayor influiría sobre su forma de componer, Smith dijo:

"...sometimes people look at major labels as simply money-making machines, they're actually composed of individuals who are real people, and there's a part of them that needs to feel that part of their job is to put out good music."
...a veces la gente mira a las grandes discográficas como simples máquinas de hacer dinero, en realidad están formadas por individuos que son personas de verdad, y una parte de ellos necesitan sentir que su trabajo es publicar buena música.

Smith también declaró en otra entrevista que nunca leía las críticas a sus grabaciones por miedo de que le afectaran a la hora de escribir canciones.
Figure 8 salió en el año 2000, con el retorno de Rothrock, Schnapf, Brion y Waronker, y fue parcialmente grabado en los Estudios Abbey Road en Inglaterra. El álbum cosechó, en general, buenas críticas y alcanzó el puesto 99 de la lista Billboard 200. Fue elogiado por su estilo power pop y los complejos arreglos utilizados, descritos como un caleidoscopio de sonidos e instrumentos." Algunos críticos vieron en las canciones de este disco cierto abandono de la melancolía y oscuridad que caracterizaban las composiciones de Smith.
La carátula y las fotos promocionales del álbum mostraban a un Smith aseado y con buen aspecto. A la edición del largo le siguió una extensa gira de conciertos, incluyendo apariciones en programas de televisión como Late Night With Conan O'Brien y The Late Show With David Letterman. La salud de Smith comenzó a deteriorarse al engancharse a la heroína hacia el final de dicha gira.

### Sus últimos años y la grabación deFrom a Basement on the Hill
Originalmente estaba prevista una secuela a su álbum del 2000 con Rob Schnapf, pero se desechó la idea. Smith también empezó a distanciarse de su mánager Margaret Mittleman, que había estado a cargo de su carrera desde los días de Roman Candle. Finalmente decidió empezar a grabar un nuevo álbum, con Jon Brion como productor, en algún momento a lo largo del 2001. La pareja había grabado suficiente material para el álbum, cuando Brion se enfrentó a Smith sobre su abuso con las drogas y el alcohol. Su amistad terminó abruptamente, desechando de paso, todo el trabajo que habían realizado hasta ese día. Más tarde declararía:

"There was even a little more than half of a record done before this new one that I just scrapped because of a blown friendship with someone that made me so depressed I didn't want to hear any of those songs. He was just helping me record the songs and stuff, and then the friendship kind of fell apart all of a sudden one day. It just made it kind of awkward being alone in the car listening to the songs."
Había incluso un poco más de media grabación completada antes que éste que simplemente deseché por la pérdida de una amistad que me deprimió tanto que no quería oír ninguna de esas canciones. Me estaba ayudando a grabar las canciones y esas cosas, y de repente la amistad terminó, de un día para otro. Se convirtió en algo realmente raro escuchar las canciones en el coche, yo solo
Elliott Smith

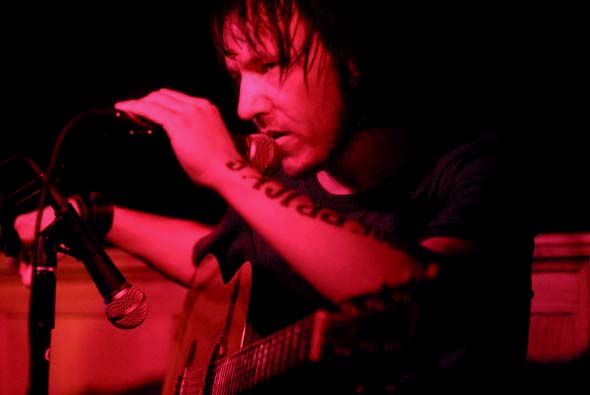
Fotografía de la última actuación de Smith en Nueva York.

Cuando Brion envió la factura por las sesiones frustradas a DreamWorks, los ejecutivos Lenny Waronker y Luke Wood programaron una reunión con Smith para averiguar qué falló. El cantante argumentó lo que él consideraba una intromisión en su vida privada por parte de la discográfica, así como también reprochó la pobre promoción que se hizo de Figure 8. Las conversaciones resultaron infructuosas, y poco después, Elliott mandó un mensaje a los ejecutivos, intimándolos que si no le liberaban del contrato se quitaría la vida. En mayo de 2001 Smith comenzó a regrabar el disco, mayoritariamente en solitario aunque con alguna ayuda de David McConnell, miembro del grupo Goldenboy. McConnell le confesó a la revista SPIN que, en esa época, Smith fumaba más de 1500 dólares de heroína y crack al día, hablaba a menudo del suicidio, y que en varias ocasiones había intentado provocarse una sobredosis. Steven Drozd (de The Flaming Lips) y Scott McPherson tocaron la batería en algunas pistas, Sam Coomes contribuyó tocando el bajo y añadiendo voces, pero la gran mayoría de la instrumentación la grabó el propio Smith.
Los conciertos fueron cada vez menos frecuentes entre 2001 y 2002, exceptuando el Noroeste de Estados Unidos o Los Ángeles. Una crítica sobre su concierto del 20 de diciembre de 2001 en Portland, mostraba preocupación por su aspecto y actuación: su cabello estaba muy graso y largo, sin afeitar, desaliñado; y durante sus canciones mostró alarmantes señales de perdida de memoria y "dedos de mantequilla". El público tenía que gritarle las letras (y en algunos casos, los acordes) cuando Smith no lograba recordarlas.
En el primero de los tres conciertos que protagonizó durante el 2002, Smith encabezó el 2 de mayo, junto a Wilco, el concierto "A&O Ball" en la Universidad de Northwestern de Chicago. La actuación de Smith fue descrita como "indudablemente una de las peores actuaciones jamás efectuadas por un músico" y una "dolorosa... pesadilla". Un reportero de la revista de internet Glorious Noise afirmó "...no me sorprendería en absoluto si Elliott Smith muriera en menos de un año."
El 25 de noviembre de 2002 tuvo un enfrentamiento con la policía de Los Ángeles en un concierto de The Flaming Lips y Beck. Smith se justificó diciendo que había salido en defensa de un hombre al que, a su parecer, la policía estaba acosando. Asumiendo que era un sin techo, los oficiales supuestamente le golpearon y arrestaron junto a su novia, Jennifer Chiba. Los dos pasaron la noche en un calabozo. Smith se lastimó la mano y la espalda en el incidente, obligándole a cancelar varios conciertos. Wayne Coyne, cantante de The Flaming Lips y amigo de Smith, expresó preocupación sobre su estado y su comportamiento.
Smith intentó en diversas ocasiones rehabilitarse, pero declaró:

"I couldn't honestly do the first step... I couldn't say what you were supposed to say and mean it."
No podía realizar el primer paso honestamente... No podía decir lo que se supone que debes decir y creermelo.

En otoño de 2002, Smith acudió al Neurotransmitter Restoration Center en Beverly Hills, para comenzar un tratamiento por su drogoadicción. En una de sus últimas entrevistas comentó sobre el centro:

""What they do is an intravenous drip treatment where they put a needle in your arm, and you're on a drip bag, but the only thing that's in the drip bag is amino acids and saline solution. I was coming off of a lot of psych meds and other things. I was even on an antipsychotic, although I'm not psychotic."
Lo que hacen es un tratamiento por goteo intravenoso; te ponen una aguja en el brazo y te conectan a una bolsa de goteo, pero lo único que hay en la bolsa es solución salina con aminoácidos. Estaba saliendo de un montón de medicamentos psiquiatricos y otras cosas. Incluso estaba tomando un antipsicótico, aunque no soy un psicótico.

Tras su 34 cumpleaños, el 6 de agosto de 2003, abandonó el alcohol, la cafeína, la carne roja, el azúcar refinado y su medicación, llevada a veces al abuso, psicológica. El director Mike Mills, que había estado trabajando con él sus últimos años, describió los problemas de Smith y su sorprendente recuperación:

"I gave the script to him, then he dropped off the face of the earth… He went through his whole crazy time, but by the time I was done with the film, he was making From a Basement on a Hill and I was shocked that he was actually making music."

Con las cosas mejorando después de varios años problemáticos, empezó a experimentar con noise, y trabajó con el iMac de su novia Jennifer Chiba con la intención de aprender a grabar con ordenadores, dado que era el único método que no dominaba. Smith jocosamente denominaba a esa forma experimental de grabar "The California Frown" (un juego de palabras con la canción de The Beach Boys, "California Sound"). Comentó sobre las canciones:

"They're kind of more noisy with the pitch all distorted. Some are more acoustic, but there aren't too many like that. Lately I've just been making up a lot of noise."
Son más ruidosas, con la altura totalmente distorsionada. Algunas son más acústicas, pero no hay muchas de ese estilo. Últimamente sólo he hecho mucho ruido.

Estaba también inmerso en la grabación de unas canciones para la banda sonora de Thumbsucker, incluyendo "Thirteen" de Big Star y "Trouble" de Cat Stevens. En agosto de 2003, Suicide Sqeeze Records presentó una edición limitada en vinilo del sencillo "Pretty (Ugly Before)", una canción que Smith llevaba tocando desde el tour de Figure 8. Steve Hanft describió los últimos seis meses de vida de Elliott como "la luz al final del túnel", y estaba convencido de que Smith estaba limpio y recuperado.

### Muerte y reacciones
Elliott Smith murió el 21 de octubre de 2003, a los 34 años, producto de dos puñaladas en el pecho. En el momento del apuñalamiento, Elliot se encontraba en su casa de la calle Lemoyne, en Echo Park, California, donde vivía con su novia, Jennifer Chiba. Según Chiba, habían estado discutiendo y ella se encerró en el baño para darse una ducha. Chiba le oyó gritar y, al abrir la puerta, se encontró con Smith de pie con un cuchillo de sierra clavado en el pecho, le sacó el cuchillo, tras lo cual Elliott se desplomó, y llamó al 911 a las 12:18 p. m.. Smith fue declarado muerto en el hospital a las 1:36 p. m.. Aunque originalmente se declaró la defunción de Smith como suicidio, la autopsia oficial publicada a finales de diciembre de 2003 dejó abierta la puerta de un posible homicidio. Se encontró una supuesta nota de suicidio escrita en un "post it" que decía "I'm so sorry—love, Elliott. God forgive me" (Lo siento tanto -con amor, Elliott. Dios me perdone).
Según informó Pitchfork, el productor Larry Crane tenía previsto ayudar a Smith a editar su nuevo álbum a mediados de noviembre. Crane escribió: «No había hablado con Elliott en casi un año. Su novia, Jennifer, me llamó [la semana pasada] para preguntarme si podía ir a L.A. y ayudar a mezclarlo y terminarlo [el álbum de Smith]. Contesté que sí, que claro, y charlé con Elliott por primera vez en siglos. Es surrealista que me llamara para finiquitar el álbum y una semana después se suicidara. He hablado con Jennifer esta mañana, que estaba, obviamente, alterada y llorando, y me ha dicho, “No lo entiendo, estaba tan sano”».
El informe del forense desveló que no había rastro de sustancias ilegales ni alcohol en su sistema a la hora de su muerte. Lo que sí encontró en su sangre fueron antidepresivos y medicación contra el trastorno por déficit de atención con hiperactividad, pero a niveles de prescripción médica. Sin que la muerte fuera oficialmente declarada suicidio, un periodista apuntó que se sospechaba de un acto criminal, pero también que parecía que no se estaba continuando con la investigación.

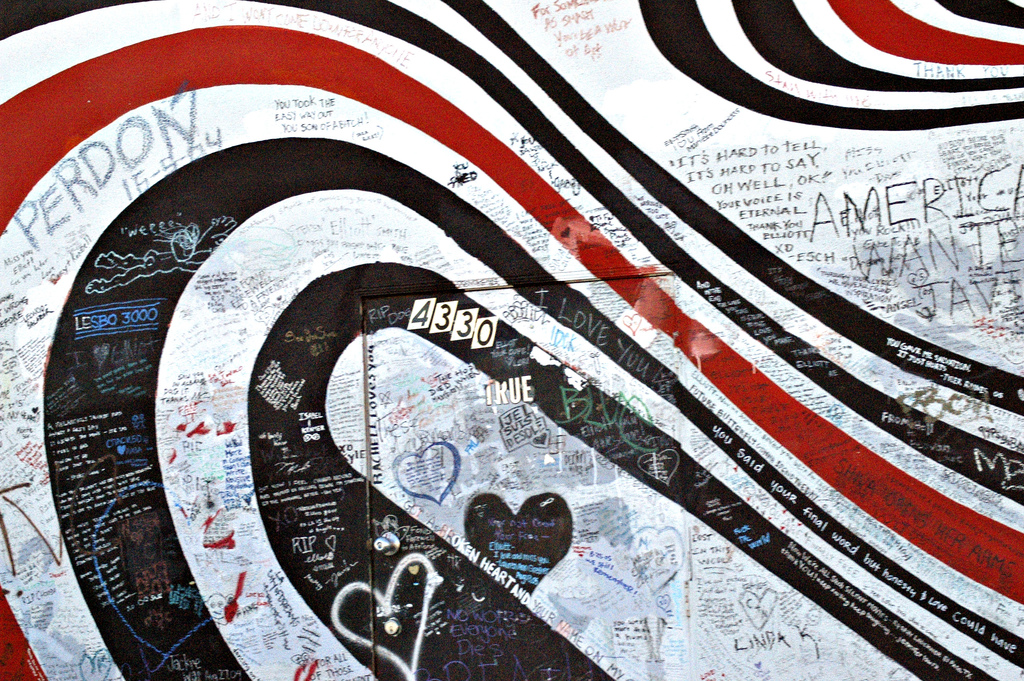
Homenaje a Smith en Los Ángeles en agosto de 2006.

Poco después de su muerte, un homenaje espontáneo se inició en el exterior de Solutions Audio (4334 Sunset Boulevard, en Los Ángeles, el mismo sitio que aparece en la portada del álbum Figure 8). Se escribieron mensajes en su recuerdo en el muro, se dejaron ramos de flores y fotos, velas y botellas vacías de alcohol, como las mencionadas en sus canciones. El dueño de Solutions ha respetado, de momento, el "monumento conmemorativo". También se celebraron conciertos en recuerdo a Smith en varias ciudades de Estados Unidos e Inglaterra. En seguida se comenzaron a recoger firmas para convertir parte del Silver Lake de Los Ángeles en un "memorial park" en honor de Smith. Aunque se recogieron más de 10 000 firmas, la propuesta no prosperó. Otro monumento se erigió en el antiguo instituto de Smith en julio de 2006. Desde su muerte se le han rendido multitud de tributos en forma de canciones de artistas como: Pearl Jam ("Can't Keep" del álbum Riot Act), Rilo Kiley ("Ripchord" y "It Just Is" del álbum More Adventurous), Blazing Scapelands ("Elliott, you're alive!") Sparta ("Bombs and Us"), Third Eye Blind ("Elliott Smoth de Symphony of Decay), Mary Lorson ("Lonely Boy" de Realisti), Ben Folds ("Late" de Songs for Silverman), Rhett Miller ("The Believer" de The Believer), Earlimart ("Heaven Adores You" de Treble and Tremble), y Ginger Sling ("Faith" del EP "Room"); y en forma de álbumes: To: Elliott From: Portland, Home to Oblivion: Elliott Smith Tribute (piano), A Tribute to Elliott Smith y el EP Tributo a Elliott Smith del cantautor argentino Gastón Massenzio.

### Publicaciones póstumas
Con casi cuatro años de producción, From a Basement on the Hill, fue finalmente publicado el 19 de octubre de 2004 por ANTI- Records (una subsidiaria de Epitaph Records). Con la familia de Smith en control de su legado, decidieron llamar a Rob Schnapf y a la exnovia de Elliott, Joanna Bolme, para terminar con la producción del álbum. Aunque el propio Smith pensaba en editarlo como un álbum doble (o uno sencillo con un "bonus disc"), fue lanzado como un álbum sencillo con 15 pistas. Muchas de las canciones más depresivas (posteriormente filtradas en internet) fueron excluidas, valga el ejemplo de "True Love" (que trata gráficamente sobre la adicción y la rehabilitación), "Abused", "Stickman" y "Suicide Machine" (una versión de "Tiny Time Machine", una canción instrumental inédita de la época de Figure 8).
Se rumorea que esas canciones se quedaron fuera del álbum por expreso deseo de la familia, ya que tenían la última palabra sobre lo que se podía y lo que no se podía publicar. Las críticas del disco fueron en general bastante positivas, lo que no evita que existieran algunas críticas negativas sobre el álbum.
Elliott Smith and the Big Nothing (Elliott Smith y la gran nada), una biografía escrita por Bejamin Nugent, fue rápidamente publicada, llegando a las tiendas poco después del primer aniversario de la muerte del artista. Contiene extensas entrevistas con Rob Schnapf, David McConnell y Pete Krebs. La familia de Smith, Joanna Bolme, Jennifer Chiba, Neil Gust, Sam Coomes y Janet Weiss prefirieron no ser entrevistados.
El 8 de mayo de 2007 se publicó un álbum recopilatorio de dos discos llamado New Moon (Kill Rock Stars). Contiene 24 canciones grabadas entre 1994 y 1997, durante su estancia en dicha discográfica. Dichas canciones consisten en demos, primeras versiones, caras B no publicadas y algunas pistas sin terminar. En EE. UU. el disco debutó alcanzando la posición 24 de la lista Billboard 200, vendiendo aproximadanete 24 000 copias en su primera semana. Un importante porcentaje de los beneficios conseguidos con las ventas del álbum se destinana a una ONG llamada Outside In radicada en Portland y dirigida a adultos con pocos recursos y a jóvenes sin hogar.
El 25 de octubre de 2007 Autumn De Wilde publicó un libro llamado Elliott Smith, que consiste en fotografías, letras manuscritas y conversaciones con personas cercanas a Smith. Junto al libro se incluía un CD con cinco canciones en directo inéditas grabadas en un concierto en el Club Largo de Los Ángeles.

## Estilo musical e influencias
Smith respetaba y estaba influenciado por muchos artistas, incluyendo The Beatles, The Clash, Lou Reed, The Velvet Underground, Elvis Costello, Smokey Robinson, Hank Williams, Bauhaus, Televisión, Belle and Sebastian, Quasi, Radiohead, John Doe, Stevie Wonder, Sam Coomes, Nico, Bob Dylan, Neil Young, Motown y la música flamenca, AC/DC, Scorpions, and Modest Mouse. Smith insistía en que dedicaba meses a escuchar ciertos álbumes en exclusiva, por ejemplo The Marble Index de Nico. Sean Croghan (antiguo compañero de piso de Smtih y miembro de Jr. High and Crackerbash) dijo que Smith "escuchaba casi exclusivamente slow jam" en su último año en la universidad. A Smith también se le conoce por inspirarse en novelas, en la religión y en la filosofía. Le gustaban los clásicos de la literatura, especialmente Samuel Beckett, T. S. Eliot y Fiódor Dostoyevski (junto con otros novelistas rusos).
Cuando tenía 12 años encontró en el despacho de su padre el libro Bajo el bosque lácteo del autor británico Dylan Thomas. Su padre, al verlo, le contó la historia del autor, un borracho pendenciero que a pesar de estar casado y tener un gran éxito comercial escondía una fuerte depresión causada por la trágica muerte de su joven amada Rose y una pequeña (que se cree era hija de Thomas), quienes se ahogaron en Three Cliffs Bay (Bahía de los tres acantilados), en Swansea. Smith aseguró en varias emisoras locales que muchas de sus letras y su personalidad algo retraída se basaban en esta historia que marcó varias de sus letras debido a la manera en que la relató su padre. 
También era seguidor de The Beatles, e incluso afirmó que escuchar El álbum blanco fue lo que le inspiró para dedicarse a la música. En 1998 Smith contribuyó a la banda sonora de American Beauty con una versión de la canción "Because" de The Beatles, que suena durante los títulos de crédito finales. 
Aunque esta es la única canción de los Beatles publicada por Smith, se sabe que grabó al menos otra, "Revolution", durante las sesiones de grabación de XO; y también tocó muchas canciones, tanto del grupo como de sus integrantes en solitario, en sus conciertos. También iba a grabar una versión de "Hey Jude" para que sonara durante las primeras escenas de la película de 2001 The Royal Tenenbaums. Su director Wes Anderson comentó en una entrevista en diciembre de 2004 a Entertainment Weekly que se le había solicitado que grabara la canción pero que "estaba mal y no simplemente no era capaz de hacerlo". En cualquier caso, sí se incluyó "Needle in the Hay", que suena durante el intento de suicidio de uno de los personajes principales.
Smith declaró que las transiciones eran su parte favorita de las canciones, y que prefería componer canciones de un espectro más amplio, música más impresionista cercana al pop, antes que música folk. Comparaba sus canciones a historias o sueños, no piezas puramente confesionales con las que las personas puedan sentirse identificadas.

## Discografía

### En solitario
| Fecha de lanzamiento  | Título                          | Discográfica                                           |
| --------------------- | ------------------------------- | ------------------------------------------------------ |
| 14 de julio de 1994   | Roman Candle[68]                | Cavity Search Records Domino Records (Australia, 1998) |
| 21 de julio de 1995   | Elliott Smith[69]               | Kill Rock Stars Domino Records                         |
| 25 de febrero de 1997 | Either/Or[70]                   | Kill Rock Stars Domino Records                         |
| 25 de agosto de 1998  | XO[71]                          | DreamWorks Records                                     |
| 18 de abril de 2000   | Figure 8[72]                    | DreamWorks Records                                     |
| 19 de octubre de 2004 | From a Basement on the Hill[73] | ANTI- Records Domino Records (Reino Unido y Australia) |
| 8 de mayo de 2007     | New Moon[74]                    | Kill Rock Stars Domino Records                         |

### Heatmiser
| Fecha de lanzamiento  | Título              | Discográfica     |
| --------------------- | ------------------- | ---------------- |
| 1993                  | Dead Air[75]        | Frontier Records |
| 1994                  | Cop and Speeder[76] | Frontier Records |
| 29 de octubre de 1996 | Mic City Sons[77]   | Virgin Records   |

## Premios y distinciones
Premios Óscar
| Año  | Categoría              | Canción     | Película          | Resultado |
| ---- | ---------------------- | ----------- | ----------------- | --------- |
| 1998 | Mejor canción original | Miss Misery | Good Will Hunting | Nominado  |